# Ecchinswell
Ecchinswell est un village du Hampshire, en Angleterre. Il est situé dans le nord du comté, à une vingtaine de kilomètres au nord-ouest de la ville de Basingstoke. Administrativement, il relève du district de Basingstoke and Deane. Au recensement de 2011, la paroisse civile d'Ecchinswell, Sydmonton and Bishops Green, qui comprend également les villages voisins de Sydmonton et Bishop's Green, comptait 1 048 habitants.

## Étymologie
Ecchinswell provient du vieil anglais wella, désignant une source ou un petit cours d'eau. La première moitié du nom semble provenir du nom de personne Eccel, d'origine celtique. Le village figure dans le Domesday Book, à la fin du XIe siècle, sous la forme Eccleswelle.

## Personnalités liées
- Le potier Geoffrey Eastop (en) (1921-2004) a passé une partie de sa vie à Ecchinswell.
- L'homme d'affaires Adair Turner (né en 1955) possède une résidence à Ecchinswell. Il est titré « baron Turner d'Ecchinswell » en 2005[2].